# Radomyśl nad Sanem
Radomyśl nad Sanem è un comune rurale polacco del distretto di Stalowa Wola, nel voivodato della Precarpazia.
Ricopre una superficie di 133,63 km² e nel 2004 contava 7 476 abitanti.